# Birgisch

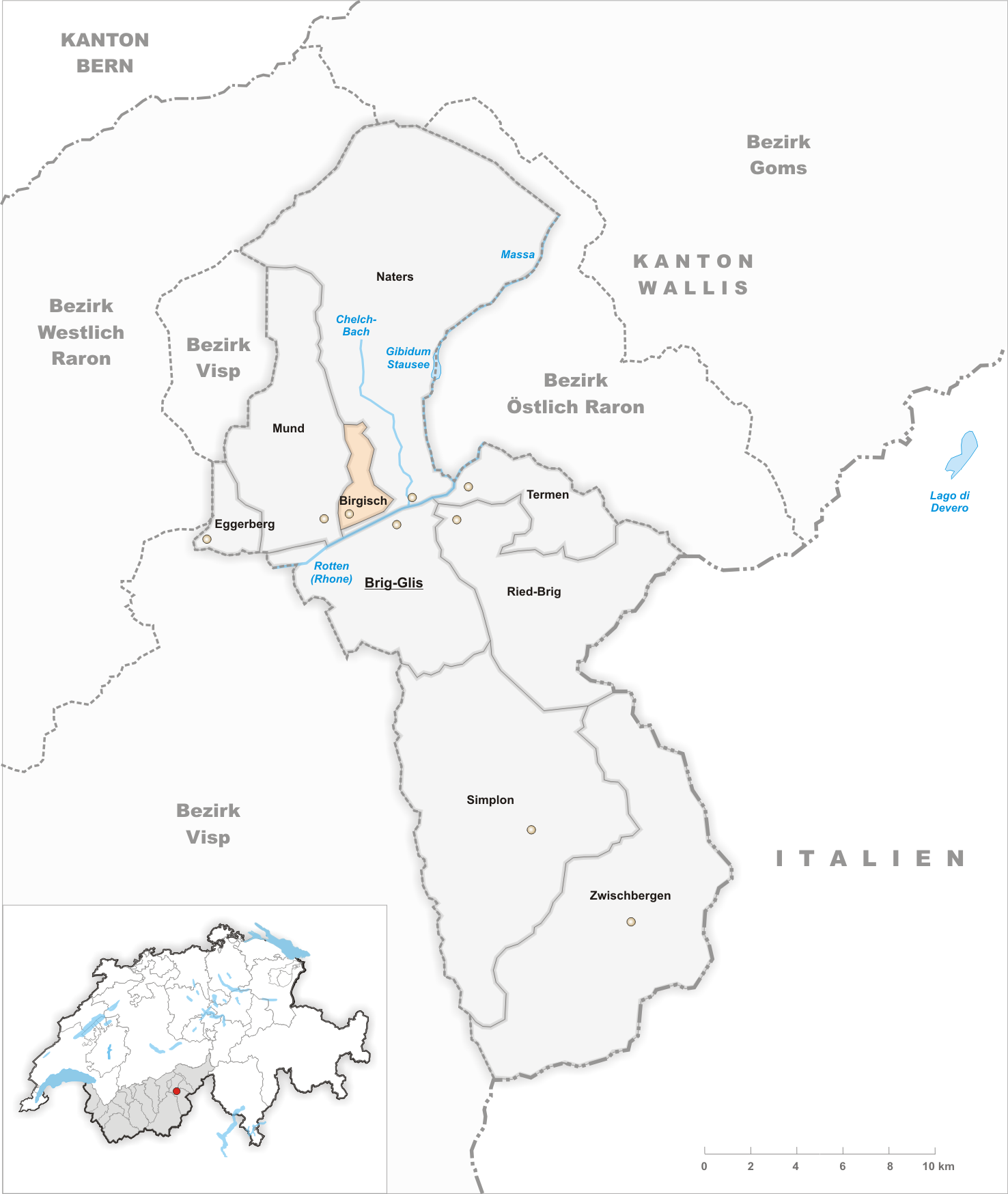
Gemeindestand vor der Fusion am 31. Dezember 2012

Birgisch ist ein Ort der Gemeinde Naters im Bezirk Brig im deutschsprachigen Teil des Kantons Wallis in der Schweiz.
Bis zur Fusion zusammen mit der Gemeinde Mund zur Gemeinde Naters am 1. Januar 2013 war Birgisch eine selbständige politische Gemeinde.

## Geschichte
Birgisch wurde 1232 erstmals als Burginse erwähnt (ein Chono de Burginse). Die Hangsiedlung über dem rechten Rhoneufer umfasst zahlreiche Weiler. Auf dem sogenannten Kocherbiel bei der Kapelle befinden sich Überreste einer mittelalterlichen Burg. Birgisch teilte die politischen Geschicke des Zenden Brig. Kirchlich gehört Birgisch bis heute zu Naters. Eine Kapelle (Patrozinium Johannes der Täufer), 1379 im Besitz der Johanniter und mit einer Einsiedelei verbunden, wurde 1687 umgebaut, 1905 neu errichtet (Kruzifix aus dem 14. Jahrhundert, Barockaltar, verschiedene Reliquien aus dem 18. Jahrhundert). Bis zu Beginn des 19. Jahrhunderts bestanden die zwei Gemeinden Ober- und Unterbirgisch (1320 als Gemeinde erwähnt) mit gemeinsamen Allmenden und Alpen. Das Gemeindehaus datiert von ca. 1550 (Erneuerungen 1592, 1920–1921). Die 1548 erwähnte Bruderschaft des heiligen Johannes wurde um 1850 dem Schulfundum einverleibt. 1953–1973 durch eine Luftseilbahn erschlossen, ist Birgisch seit 1970 durch eine Strasse mit dem Tal, seit 1977 mit Mund verbunden. Drei Viertel der Erwerbstätigen arbeiteten 1990 ausserhalb von Birgisch.

## Bevölkerung
| Jahr      | 1821 | 1850 | 1900 | 1950 | 1970 | 2000 | 2012 |
| --------- | ---- | ---- | ---- | ---- | ---- | ---- | ---- |
| Einwohner | 122  | 191  | 252  | 238  | 152  | 217  | 253  |

## Sehenswürdigkeiten
- Kapelle Nesselalp
- Historische Suone Nessjeri (7,5 km)
- Historische Suone Oberschta
- Altes Backhaus
- Birgisch liegt im Bereich der seit 2002 zum UNESCO-Weltnaturerbe erklärten Bergregion Jungfrau-Aletsch-Bietschhorn.
- BLN-Gebiet Aletsch-Bietschhorn (1984)